# 浅田靖
浅田 靖（あさだ やすし、1979年6月23日 - ）は、日本の作曲家、ギタリスト。新潟県出身。株式会社ノイジークローク所属。

## 作品

### ゲーム
- 2020年 - ドラゴンボールZ カカロット（一部楽曲）
- 2018年 - 大乱闘スマッシュブラザーズ SPECIAL（一部編曲）
- 2018年 - ゆる〜いゲゲゲの鬼太郎 妖怪ドタバタ大戦争（一部楽曲）
- 2018年 - 東京プリズン（一部楽曲）
- 2018年 - WonderBlocks（一部楽曲）
- 2018年 - メガスマッシュ（一部楽曲）
- 2018年 - 雀シティ（一部楽曲[1]）
- 2018年 - ご当地鉄道 for Nintendo Switch !!（一部楽曲）
- 2018年 - スヌーピーライフ（一部楽曲）
- 2017年 - ソラとウミのアイダ（一部楽曲）
- 2017年 - Airtone（一部楽曲）
- 2017年 - 天華百剣 -斬-（一部楽曲）
- 2017年 - よるのないくに2 〜新月の花嫁〜（一部楽曲）
- 2016年 - GITADORA Tri-Boost Re:EVOLVE（1曲参加）
- 2015年 - 戦国姫譚murakawa-雅-（一部楽曲）
- 2015年 - メザマシフェスティバル〜夢喰いと目覚まし屋〜（一部楽曲）
- 2015年 - ロイヤルフラッシュヒーローズ（一部楽曲）
- 2015年 - ブレイブリーゲート ～時の妖精と不思議な迷宮～（一部楽曲）
- 2015年 - WONDER BLOCKS（一部楽曲）
- 2015年 - キャプテン・アース Mind Labyrinth（一部楽曲）
- 2015年 - ぼくとドラゴン（一部楽曲）
- 2015年 - GITADORA Tri-Boost（2曲参加）
- 2014年 - ご当地鉄道 〜ご当地キャラと日本全国の旅〜（一部楽曲）
- 2014年 - 千年の巨神（一部楽曲）
- 2014年 - 口先番長（一部楽曲）
- 2013年 - GITADORA（1曲参加）
- 2013年 - 古の女神と宝石の射手（一部楽曲）
- 2013年 - アクセル・ワールド -加速の頂点-（一部楽曲）
- 2012年 - 悪魔城ドラキュラ パチスロ III（一部楽曲）
- 2012年 - アクセル・ワールド -銀翼の覚醒-（一部楽曲）
- 2011年 - GuitarFreaksXG2&DrumManiaXG2（1曲参加）
- 2011年 - Another Century's Episode Portable（一部楽曲）
- 2011年 - ガンダムトライエイジ（一部楽曲）
- 2011年 - ニンジャファーム（一部楽曲）
- 2011年 - アニマルベーカリー（一部楽曲）
- 2011年 - ゾンビレストラン（一部楽曲）
- 2011年 - ガチトラ! 〜暴れん坊教師 in High School〜（一部楽曲）
- 2011年 - えいごで旅する リトル・チャロ（一部楽曲）
- 2010年 - キングダム 一騎闘千の剣（一部楽曲）
- 2010年 - Walk It Out!（一部楽曲）
- 2010年 - クロヒョウ 龍が如く新章（一部楽曲）
- 2010年 - GuitarFreaksXG&DrumManiaXG（2曲参加）
- 2010年 - 悪魔城ドラキュラ Harmony of Despair（一部楽曲）
- 2010年 - 悪魔城ドラキュラ パチスロ II（一部楽曲）
- 2009年 - 太鼓の達人13（1曲参加）
- 2009年 - 悪魔城ドラキュラ Judgment（一部楽曲）
- 2007年 - おおきく振りかぶって ホントのエースになれるかも（一部楽曲）
- 2007年 - ネギま!?　ネオ・パクティオーファイト!!（一部楽曲）
- 2006年 - スーパーモンキーボール ウキウキパーティー大集合（一部楽曲）

### 歌手
- 2015年 - 三森すずこ「Light for Knight」（アニメ『ランス・アンド・マスクス』OP）
- 2009年 - shela「Good bye my darling」

### 劇伴
- 2019年 - 神田川JET GIRLS（全曲）
- 2018年 - 戦乱カグラ SHINOVI MASTER -東京妖魔篇-（全曲）
- 2017年 - 異世界はスマートフォンとともに。（一部楽曲）

### サウンドトラック
- 2020年 - 『神田川JET GIRLS』オリジナルサウンドトラック（一部楽曲）
- 2019年 - シノビノオト（一部楽曲）
- 2018年 - WONDER BLOCKS Original Sound Track 2（一部楽曲）
- 2018年 - GITADORA Matixx（一曲参加）
- 2017年 - サウザンドメモリーズ オリジナルサウンドトラック vol.6（一部楽曲）
- 2016年 - ビーナスイレブンびびっど！ イメージアルバム（一部楽曲）
- 2015年 - WONDER BLOCKS Original Sound Track（一部参加）
- 2013年 - Ragnarok Online Elemental Tunes（1曲参加）
- 2013年 - GITADORA Original Soundtracks 2nd season（1曲参加）